# الجمهورية المستعادة
تمثل الجمهورية المُستعادة فترة من التاريخ المكسيكي الممتد بين عامي 1867 و1876. بدأت تلك الفترة بانتصار الليبراليين على التدخل الفرنسي الثاني في المكسيك وسقوط الإمبراطورية المكسيكية الثانية، وانتهت بتولي بورفيريو دياز الرئاسة. وتبع ذلك الدكتاتورية التي استمرت ثلاثة عقود والمعروفة باسم البورفيرية (نسبة إلى بورفيريو).
انشقَّ الحزب الليبرالي المكسيكي الذي كان قد صمد في وجه التدخل الفرنسي، بعد عام 1867، ونتج عن ذلك اندلاع صراع مسلح. إذ هيمن ثلاثة رجال على السياسة في تلك الفترة وهم: بينيتو خواريز، وبورفيريو دياز، وسيباستيان ليردو دي تيخادا. وقد لخص كاتب سيرة حياة تيخادا، سمات الرجال الثلاثة الطموحين بقوله: «اعتقد خواريز أن لا غنى عنه؛ في حين عدَّ تيخادا نفسه معصومًا من الخطأ، وأما دياز فنظر إلى نفسه بأنه شخص لا بدَّ منه ويتعذّر اجتنابه».
رأى أنصار خواريز فيه تجسيدًا للنضال من أجل التحرير الوطني ضد الغزو الفرنسي الأخير، لكن استمراره في منصبه بعد عام 1865، أي بعد انتهاء فترة ولايته كرئيس، أدى إلى اتهاماته بالاستبداد، وفتح الباب أمام منافسين ليبراليين آخرين زاحموا سيطرته على السلطة. وفي عام 1871، تحدى الجنرال بورفيريو دياز، خواريز بموجب خطة نوريا التي احتجت على استئثار خواريز بالسلطة. قمع خواريز ذلك التمرد، لكنه توفي في فترة حكمه، وخلفه سيباستيان ليردو دي تيخادا كرئيس. حين ترشح ليردو لولاية ثانية، تمرد دياز مرة أخرى في عام 1876، بموجب خطة توكستيبيك. ونشبت حرب أهلية استمرت عامًا كاملًا، إذ شنت قوات حكومة ليردو حربًا ضد تكتيكات حرب العصابات التي انتهجها دياز وأنصاره. انتصر دياز في عام 1876 وبدأ العصر السياسي التالي، الفترة البورفيرية.

## التاريخ

### سقوط الإمبراطورية
قرر نابليون الثالث التخلي رسميًا عن التدخل الفرنسي الثاني في المكسيك في وقت مبكر من يناير عام 1866.  فحذر المسؤولون الفرنسيون الإمبراطور ماكسيميليان من أن الإمبراطورية المكسيكية الثانية لن تنجو لوحدها دون الدعم الفرنسي، لكن الإمبراطور لم يتنازل عن العرش، ومع رحيل آخر القوات الفرنسية في عام 1867، توجه ماكسيميليان وأنصاره إلى مدينة كيريتارو، شمال غرب مدينة مكسيكو، للدخول في آخر معركة. غادرت آخر القوات الفرنسية في مارس من عام 1867 ولم تصمد الإمبراطورية المكسيكية فعلًا سوى شهرين آخرين. وانتهى حصار كيريتارو في 15 مايو من عام 1867.
في الثالث عشر من يونيو، وبينما كان الرئيس خواريز في مدينة سان لويس بوتوسي، قدمت حكومة الجمهورية المكسيكية ماكسيميليان للمحاكمة في مسرح الجمهورية، بتهمة مساعدة فرنسا في غزو المكسيك، ومحاولة الإطاحة بالحكومة المكسيكية، وإطالة أمد إراقة الدماء. حُوكم معه جنرالاه المكسيكيان البارزان توماس ميخيا وميغيل ميرامون بتهمة الخيانة. أدين الثلاثة وحُكم عليهم بالإعدام. رفض الرئيس خواريز عديدًا من الاستئنافات للعفو، بما في ذلك الاستئنافات الرسمية المتعددة من الحكومات الأوروبية، وفي النهاية أعدم السجناء الثلاثة رميًا بالرصاص في تل الأجراس في 19 يونيو من عام 1867.
عادت العاصمة إلى الحكم الجمهوري بعد فترة وجيزة قبل نهاية شهر يونيو، ودخل الرئيس خواريز المدينة في صباح يوم 15 يوليو، برفقة وزيريه خوسيه ماريا إغليسياس وسيباستيان ليردو دي تيخادا اللذين لعبا أدوارًا بارزة خلال فترة الجمهورية المُستعادة.

### الرئاسة الثالثة لخواريز

#### عودة خواريز إلى مكسيكو سيتي
عاد خواريز إلى العاصمة في صباح الخامس عشر من يوليو، وسط هتافاتٍ عامة وقرعِ أجراسٍ وقصفٍ مدفعي احتفالي. وخفف أحكام الإعدام الصادرة بحق عديد من الإمبرياليين، لكنه لم يُظهر أي رحمة تجاه المتعاونين الأبرز. فأُعدم سانتياغو فيداوري رميًا بالرصاص دون محاكمة. واستخدم خواريز سلطاته الرئاسية الطارئة لإبطال قانون مُصادرة، كان قد أدى إلى حالة من الفقر بين الأسر المتعاونة مع العدو، واستبدله بغرامة مالية.
أعاد خواريز تنظيم حكومته وتأسيس إدارة التنمية. وأمر بعودة حكومات الولايات إلى عواصمها. كما قلص حجم الجيش وأعاد تأسيس المحكمة العليا برئاسة سيباستيان ليردو دي تيخادا. وأبقى كذلك على بعض الإجراءات القضائية اليومية التي سادت في أثناء الاحتلال الفرنسي، مثل منح شهادات الزواج.
مارست منظمة سياسية تُعرف باسم نادي سرقسطة ضغوطًا على الحكومة لزيادة نزاهة الانتخابات وتشجيع الهجرة الأجنبية. وروجت أيضًا لإنشاء مؤتمر دائم لعموم أمريكا.
اندلعت الاضطرابات السياسية بمجرد تولي خواريز فترة ولايته الجديدة. واستمرت حرب الطبقات في الاشتعال في ولاية يوكاتان، واندلعت ثورة الريوس بين قبيلتي ياكي ومايو في ولاية سونورا. وانتهت هذه الثورة بمجزرة باكوم التي قتلت فيها القوات المكسيكية أكثر من مائة رجل وامرأة وطفل من قبيلة ياكي. وقمعت الحكومة تمردات أخرى صغيرة.
اندلعت ثورة أكثر خطورة في سان لويس بوتوسي في نهاية العام، بقيادة فرانسيسكو أجويري ومارتينيز ولارانجا. انضم إليها حاكم زاكاتيكاس، ترينيداد جارسيا دي لا كادينا الذي نصّب نفسه قائدًا للحركة. فأعلن خواريز حالة الطوارئ وتمكّن من سحق التمرد خلال أربعة أشهر. وهزم الجنرال روشا المتمردين في 22 فبراير من عام 1870، في موقعٍ يُعرف باسم لو دي أوفيجو، وفُرّقوا بعد ذلك.
صدر قانون طال انتظاره في 17 أغسطس من عام 1867، يقضي بإجراء انتخابات جديدة للرئاسة والكونغرس. وظهر في هذا الوقت حزب معارض يصف نفسه بأنه دستوري ويدعم ترشيح بورفيريو دياز، ولكن حين أجريت الانتخابات في أكتوبر من عام 1867، حصل خواريز على أغلبية الأصوات. وفي 19 ديسمبر، صادق الكونغرس على الانتخابات وتولى منصبه في الخامس والعشرين.
أقر الكونغرس في 13 أكتوبر من عام 1870، قانون عفو عام يبرئ أي شخص متهم بالخيانة، باستثناء بعض كبار المسؤولين والمنشقين الذين عملوا مع الإمبراطورية المكسيكية الثانية.

#### انتخابات عام 1871
أثار الرئيس خواريز المعارضة ضده، من خلال قراره الاحتفاظ بالوزراء أنفسهم الذين عينهم خلال فترة سلطاته الطارئة في أثناء التدخل الفرنسي. وزعمت المعارضة أن انتخابات عام 1867 كانت مزورة، واشتُبه بأن خواريز يحمل أفكارًا غير دستورية. وازداد هذا الشك حين طلب وزراؤه من الكونغرس، عدة مرات، وخاصة في 25 يناير من عام 1868، منحه سلطات أقوى، وهذا ما حدث فعلًا في 8 مايو من عام 1868.
أثار خواريز معارضة أخرى حين قرر الترشح لولاية جديدة في عام 1871. وكان يتمتع بمكانة كبيرة ودعم هائل، لكن النقاد الليبراليين آمنوا أن الولاية الانتخابية المتعاقبة تتعارض مع روح الديمقراطية. كان المرشحان البارزين الآخرين هما سيباستيان ليردو دي تيخادا وبورفيريو دياز. لم يحقق أي من المرشحين الأغلبية المطلوبة، فوقع تحديد الفائز على الكونغرس الذي اختار في 12 أكتوبر من عام 1871 خواريز، وتولى منصبه في 1 ديسمبر وسط اتهامات بالتزوير الانتخابي.

### خطة دي لا نوريا
كان من بين المعارضين لحكم خواريز بعض أعضاء الكونغرس الذين طالبوا بورفيريو دياز بحمل السلاح ضد الحكومة. وفي الثامن من نوفمبر من عام 1871، أصدر دياز بيانًا من بلدة لا نوريا يعلن فيه الولاء لدستور عام 1857 والحرية الانتخابية، ودعا إلى خطة لإعادة تشكيل الأمة.
لقي المتمردون دعمًا في جميع أنحاء البلاد، لكنهم عانوا من هزيمة كبيرة في سيرو دي لا بوفا في ولاية زاكاتيكاس. اقترب دياز من مدينة مكسيكو مع طابور من سلاح الفرسان، لكنه تحول بعد ذلك نحو خاليسكو حين تبين أن الدعم من داخل مدينة مكسيكو غير موثوق به.
في أوائل شهر يونيو من عام 1872، وبينما كان القتال لا يزال مستمرًا، عانى خواريز من أزمة وزارية. إذ استقال ماتياس روميرو وكاستيلو فيلاسكو، واضطر خواريز إلى تعديل حكومته، ورفض خواكين رويز كذلك العرض بتولي منصب وزير العدل والتعليم العام.
بدأ الرئيس خواريز يعاني من مشاكل في القلب في يوليو من عام 1872 وتوفي في اليوم الثامن عشر، قبل أن يُتم قمع خطة لا نوريا بالكامل. انتقلت الرئاسة إلى سيباستيان ليردو دي تيخادا الذي كان التالي في ترتيب الخلافة بصفته رئيسًا للمحكمة العليا.